# Forchheim (Pförring)

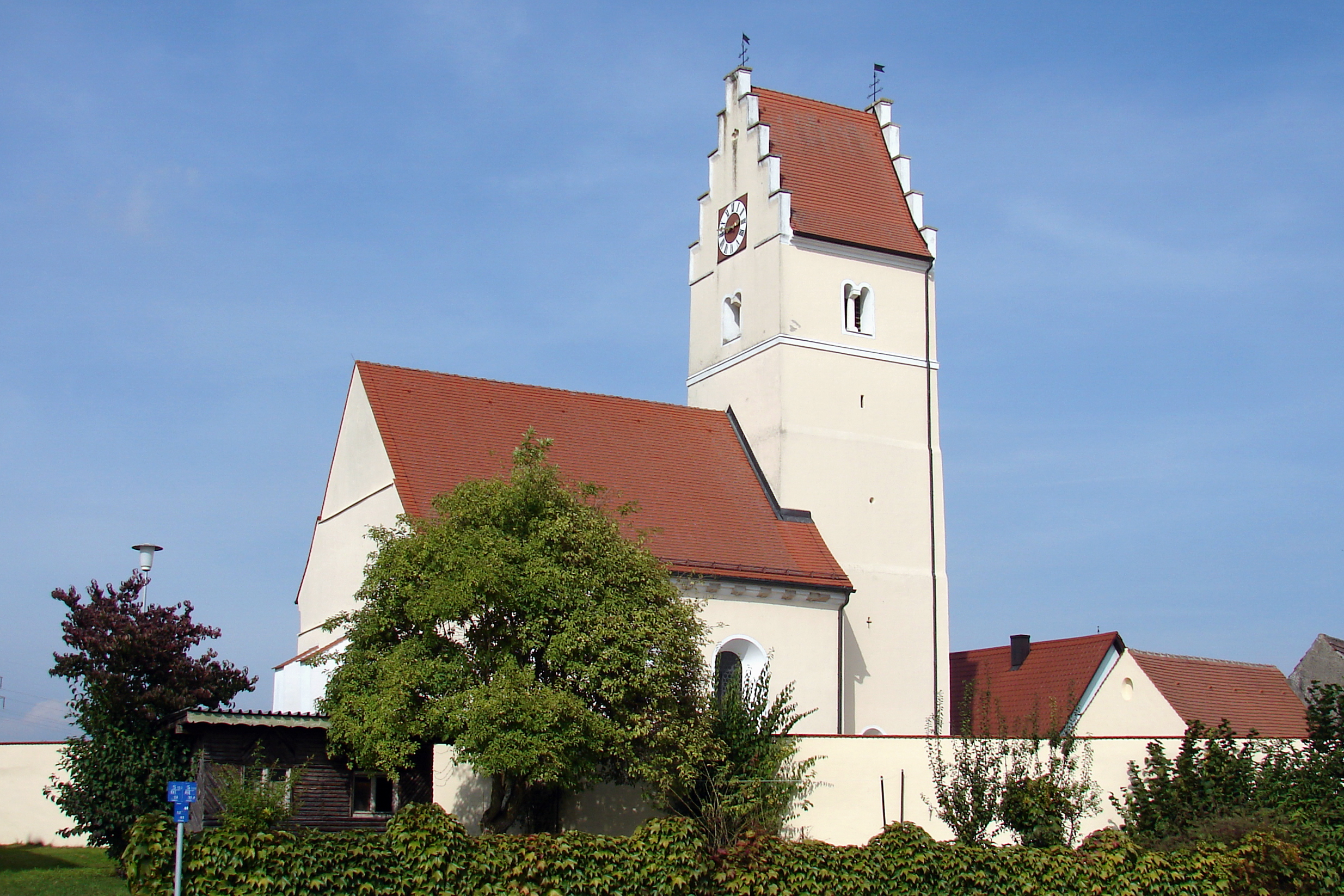
Kirche St. Margaretha in Forchheim

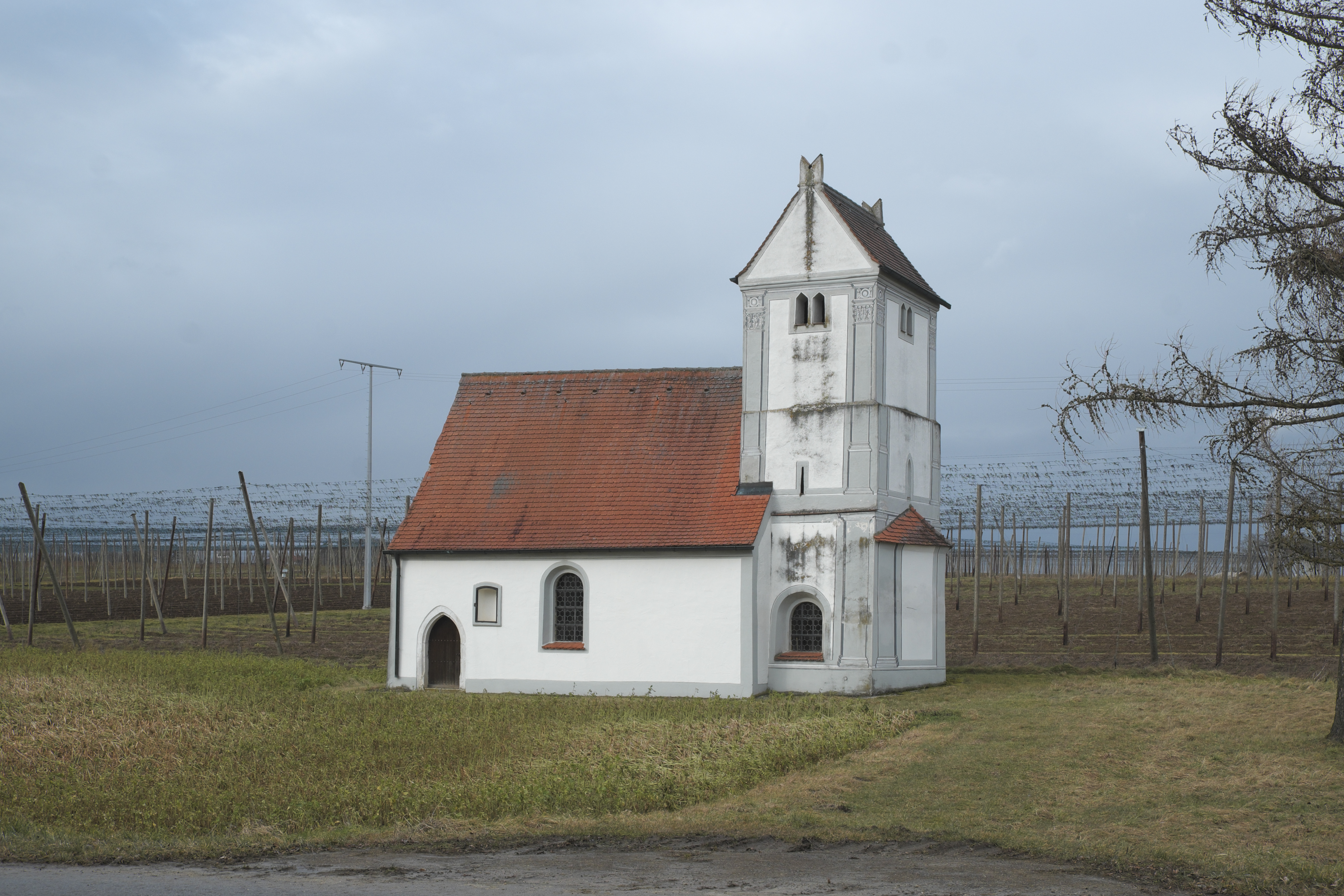
Kapelle St. Stephan

Forchheim ist ein Gemeindeteil der Gemeinde Pförring im oberbayerischen Landkreis Eichstätt.

## Geografische Lage
Das Kirchdorf Forchheim liegt in der Nähe der Bundesstraße 299 südlich von Lobsing und nördlich von Pförring. Im Südosten liegt Marching und im Nordwesten Mindelstetten und Hiendorf. Von Norden aus durchquert die Staatsstraße 2232 den Ort. Südlich des Ortes erhebt sich inmitten der Hopfenfelder der Wolfsbühel mit einer Höhe von 372 Metern.

## Geschichte
Auf dem Pilgerweg von Neustadt an der Donau zur Salvatorkirche in Bettbrunn wurde die Kirche St. Stephanus 1300 errichtet. Sie liegt im Osten etwas außerhalb von Forchheim an der Straße nach Marching. Die Filialkirche St. Margaretha geht auf eine romanische Anlage zurück. Sie ist der heiligen Margarethe gewidmet, die seit dem 5. Jahrhundert als eine der Vierzehn Nothelfer verehrt wird. In den mächtigen Ostturm des Gotteshauses wurde später ein quadratischer Chor mit spitzbogigem Kreuzgewölbe eingezogen.
Südwestlich des Nachbarortes Lobsing finden sich Reste einer spätkeltischen Viereckschanze. Im Dreißigjährigen Krieg und im Österreichischen Erbfolgekrieg hatte der Ort stark zu leiden.
Ab 1953 wurde eine Flurbereinigung durchgeführt. Am 1. Juli 1972 wurde Forchheim nach Pförring eingemeindet.

## Baudenkmäler
Siehe: Liste der Baudenkmäler in Forchheim